# Mohamed Sokhra
Mohamed Sokhra (arab. محمد صخرة, ur. 10 kwietnia 1989) – marokański piłkarz, grający na pozycji bramkarza w FC Bondues.

## Kariera klubowa

### Maghreb Fez
W 2009 roku dołączył do Maghrebu Fez. W sezonie 2011/2012 (pierwszym w bazie Transfermarkt) zagrał 6 meczów i dwa razy zachował czyste konto. Ponadto został mistrzem kraju.
W sezonie 2012/2013 zagrał trzy mecze i raz nie wpuścił żadnego gola.
W kolejnym sezonie zagrał 5 spotkań i nie zachował żadnego czystego konta.

### JS de Kasba Tadla
5 lipca 2016 roku przeniósł się do JS de Kasba Tadla. W tym klubie zadebiutował 14 października 2016 roku w meczu przeciwko Olympic Safi (porażka 1:0). Zagrał cały mecz. W sumie zagrał 11 meczów i trzy razy zachował czyste konto.

### Dalsza kariera
1 lipca 2017 roku został zawodnikiem Ittihadu Khémisset. 1 lipca 2022 roku przeniósł się do francuskiego US Marquette. 1 lipca 2023 roku został zawodnikiem FC Bondues.